# Kaiserliche Werft Wilhelmshaven
Kaiserliche Werft Wilhelmshaven byla německá loděnice fungující v Wilhelmshavenu v letech 1853–1918. Společně s loděnicemi Kaiserliche Werft Kiel a Kaiserliche Werft Danzig tvořila trojici německých císařských loděnic, které stavěly plavidla pro Německé císařské námořnictvo. Loděnice byla významným dodavatelem bitevních lodí a dalších plavidel. Po první světové válce loděnice zanikla. Roku 1919 byl obnovena jako loděnice Kriegsmarinewerft Wilhelmshaven.

## Historie

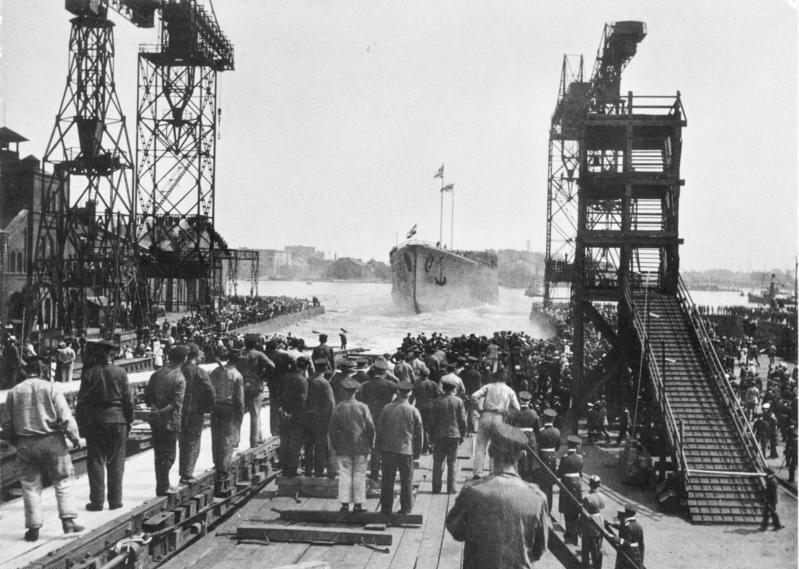
Bitevní křižník SMS Hindenburg během spuštění na vodu

Roku 1853 byla ve Wilhelmshavenu založena královská loděnice Königliche Werft. V letech 1869–1871 nesla jméno Marinewerft des Norddeutschen Bundes. Roku 1871 vzniklo Německého císařství a loděnice byla přejmenována na císařskou loděnici Kaiserliche Werft Wilhelmshaven. Po první světové válce loděnice zanikla. Roku 1919 na jejím místě vznikla nová loděnice Kriegsmarinewerft Wilhelmshaven.

## Postavená plavidla

### Bitevní lodě

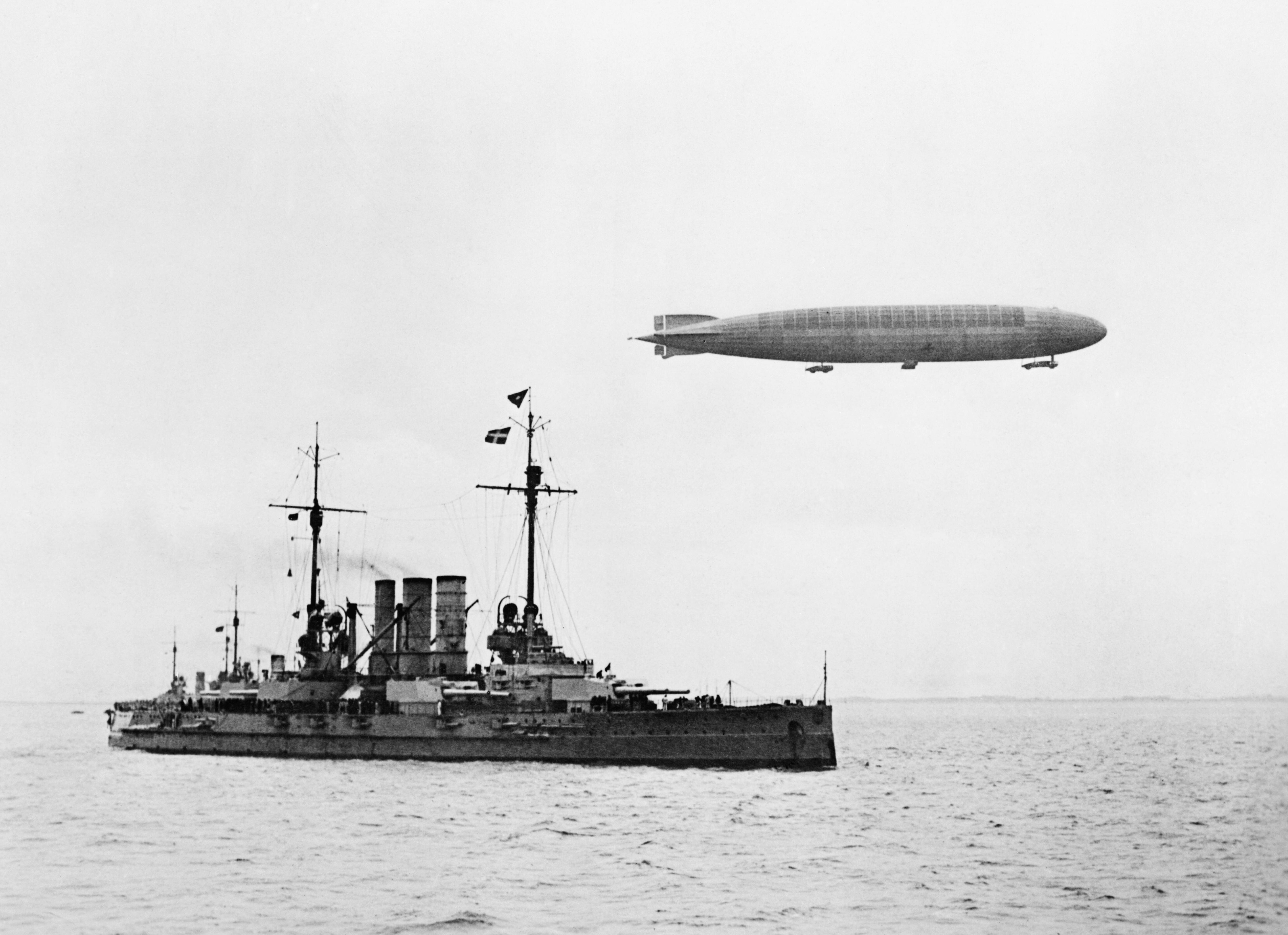
SMS Ostfriesland

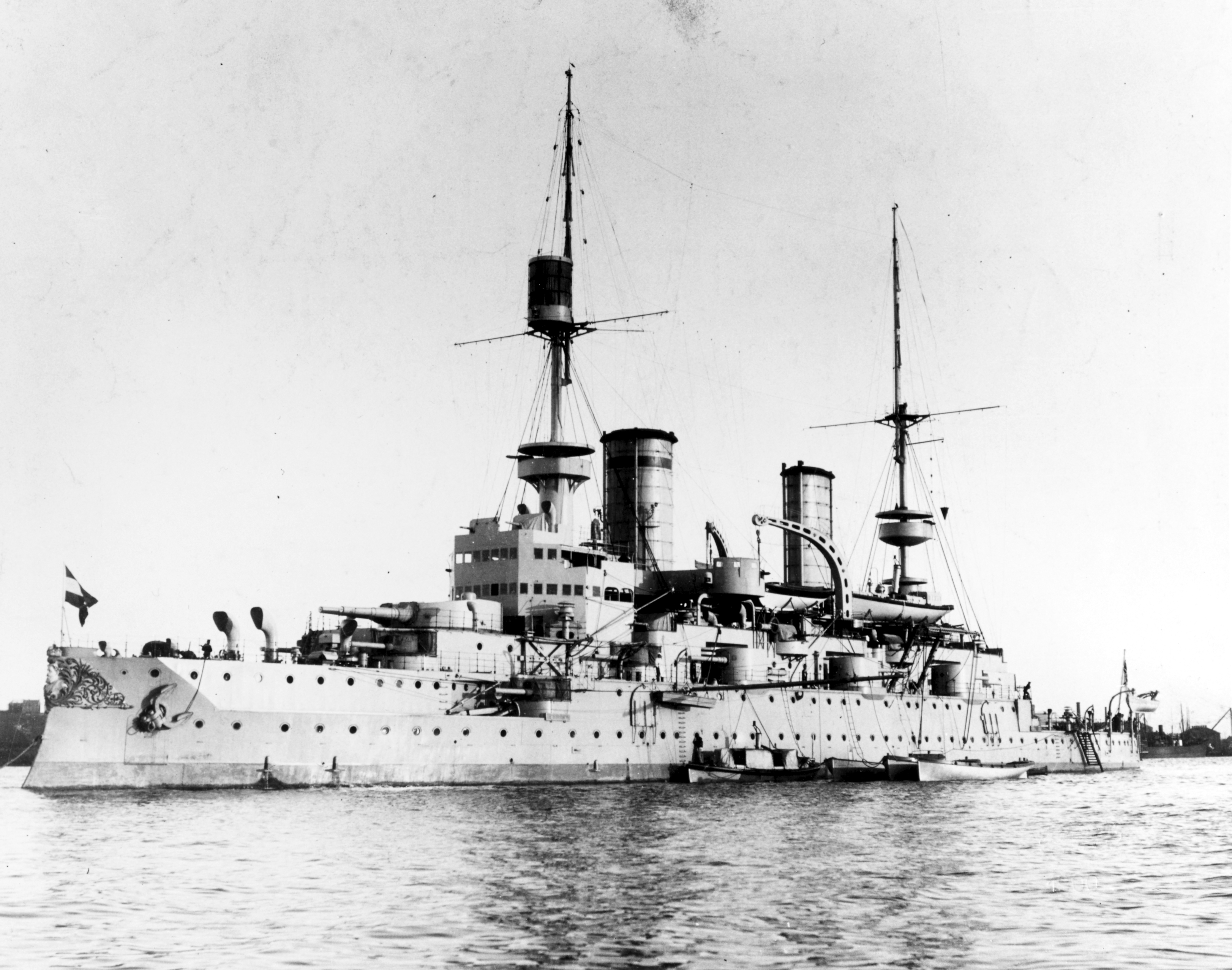
SMS Kaiser Friedrich III.

- Třída König
  - SMS König

- Třída Helgoland
  - SMS Ostfriesland

- Třída Nassau
  - SMS Nassau

- Třída Deutschland
  - SMS Hannover

- Třída Wittelsbach
  - SMS Wittelsbach
  - SMS Schwaben

- Třída Kaiser Friedrich III.
  - Kaiser Friedrich III.
  - Kaiser Wilhelm II.

- Třída Brandenburg
  - Kurfürst Friedrich Wilhelm

### Obrněné lodě
- Třída Preussen
  - Großer Kurfürst

### Pobřežní bitevní lodě
- Třída Siegfried
  - SMS Heimdall

### Bitevní křižníky

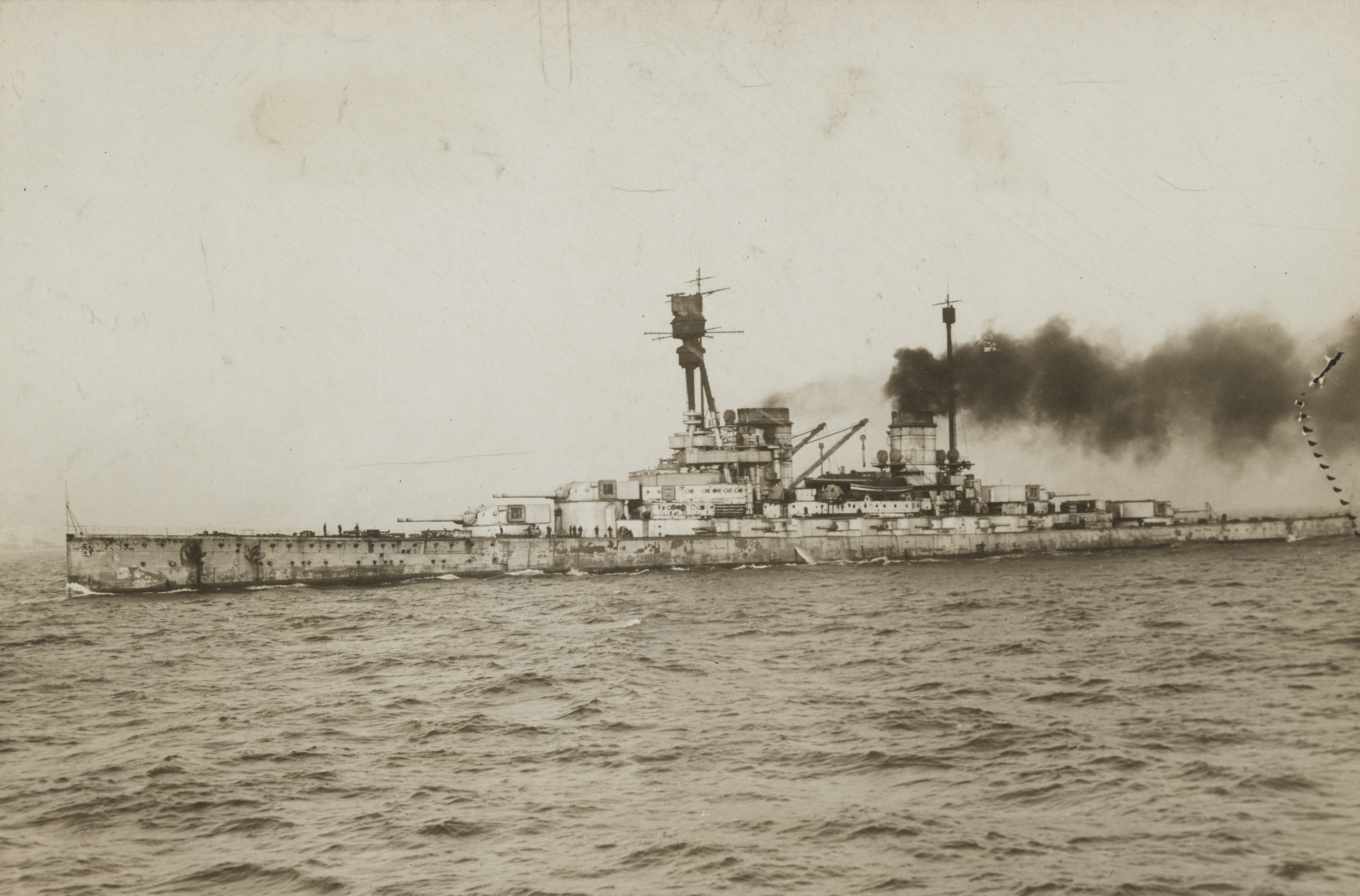
Hindenburg

- Třída Mackensen
  - Fürst Bismarck

- Třída Derfflinger
  - SMS Hindenburg

### Lehké křižníky

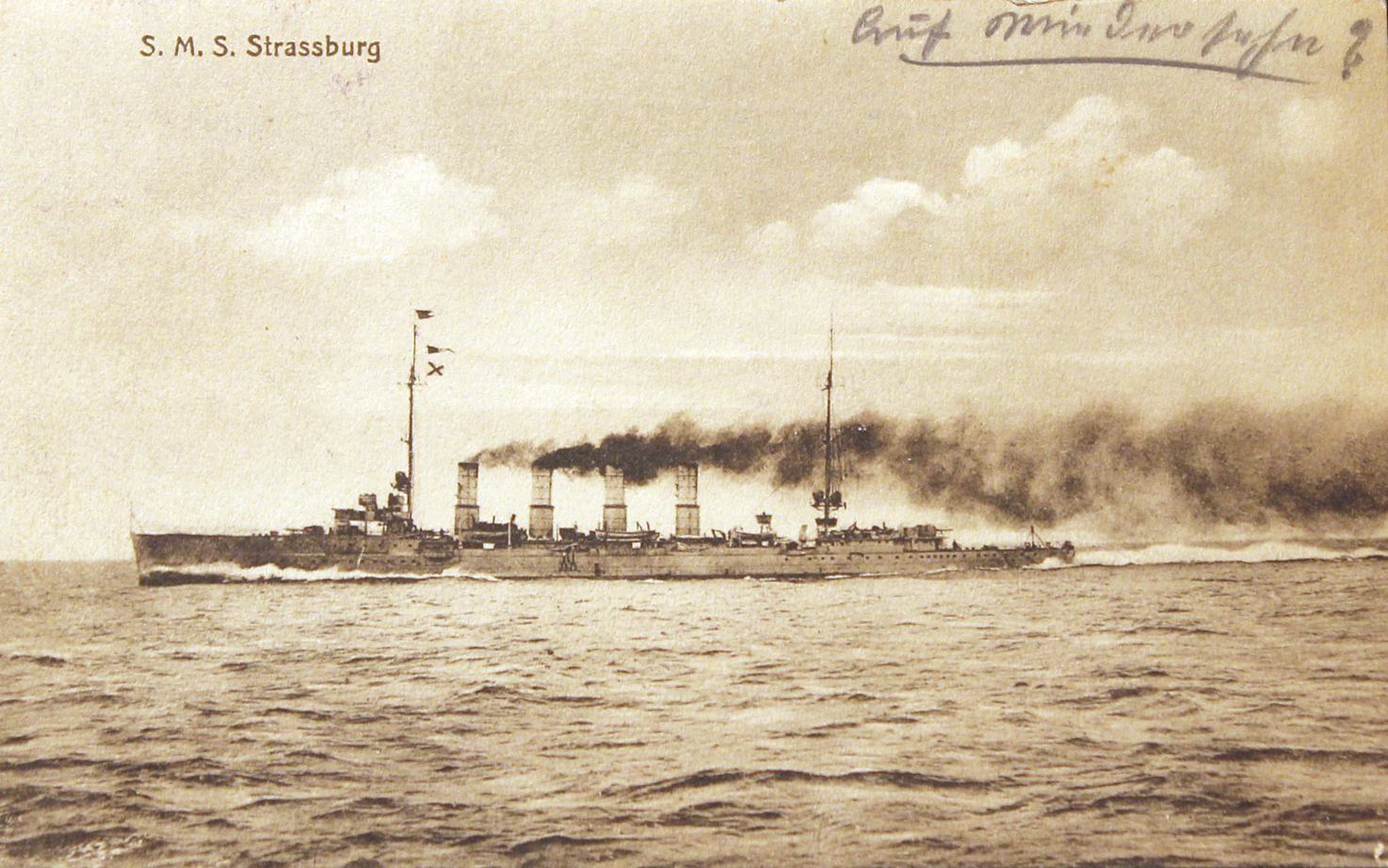
SMS Strassburg

- Třída Magdeburg
  - SMS Strassburg

### Nechráněné křižníky
- Třída Schwalbe
  - SMS Schwalbe

- Třída Bussard
  - SMS Geier

### Torpédoborce
- Třída G 148 (1 nedokončen)

### Ostatní
- SMS Pelikan – minonoska
- SMS Möwe – výzkumná loď
- SMS Charlotte – korveta
- SMS Pfeil – avízo

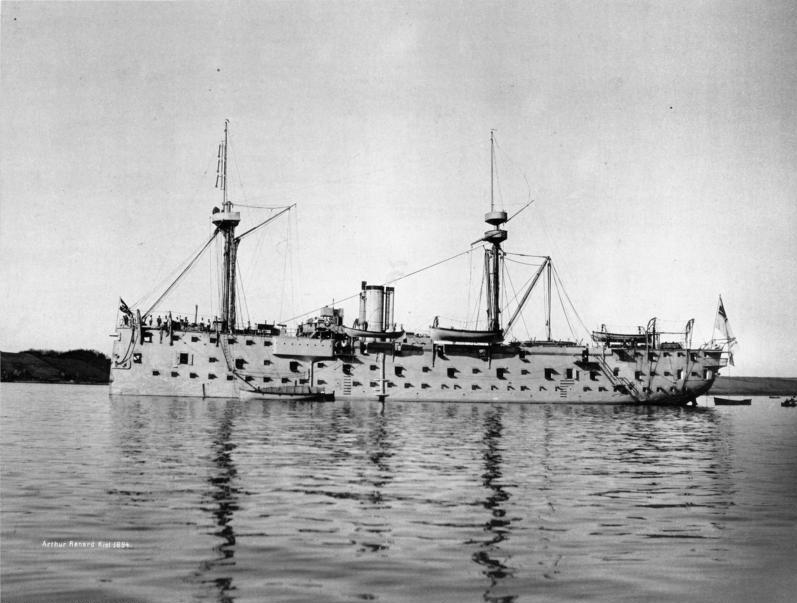
SMS Mars

- SMS Mars – dělostřelecká cvičná loď

- Třída Wolf – dělový člun
  - SMS Hyäne
  - SMS Wolf

- SMS Loreley – avízo

## Letadla

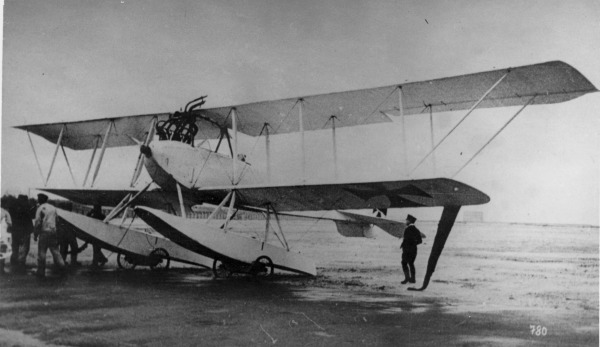
Kaiserliche Werft Wilhelmshaven 401

V loděnici vzniklo několik typů hydroplánů.
- Kaiserliche Werft Wilhelmshaven 401 – cvičný hydroplán (3 ks)
- Kaiserliche Werft Wilhelmshaven 461 – cvičný hydroplán (2 ks)
- Kaiserliche Werft Wilhelmshaven 945 – stíhací hydroplán (1 ks)
- Kaiserliche Werft Wilhelmshaven 947 – stíhací hydroplán (1 ks)